# Carl Magnus Hesser
Carl Magnus Oscar Valentin Hesser, född den 23 november 1919 i Stockholm, död där den 5 februari 2008, var en svensk fysiolog och läkare. Han var son till Carl Hesser och måg till Charles Barkel. 
Hesser blev medicine licentiat 1945, medicine doktor 1949 och docent i fysiologi vid Karolinska institutet samma år. Han var amanuens, assistent och tillförordnad laborator vid fysiologiska institutionen där 1940–1949 och tillförordnad laborator vid fysiologiska institutionen vid Göteborgs medicinska högskola 1949–1950. Hesser blev laborator i navalmedicin vid flyg- och navalmedicinska nämnden 1954 (tillförordnad 1952), vid statens medicinska forskningsråd 1963, professor 1966 (i baromedicin 1977–1985).